# Антуновац (Липик)
Антуновац је насељено место у саставу града Липика, у западној Славонији, Република Хрватска.

## Историја
До нове територијалне организације у Хрватској налазио се у саставу бивше велике општине Пакрац.

## Становништво
На попису становништва 2011. године, Антуновац је имао 363 становника.
По попису из 2001. године Антуновац је имао 422 становника.
| Националност       | 1991.        | 1981.        | 1971.        |
| Хрвати             | 300 (58,59%) | 247 (39,83%) | 412 (51,18%) |
| Срби               | 76 (14,84%)  | 75 (12,09%)  | 138 (17,14%) |
| Југословени        | 20 (3,90%)   | 158 (25,48%) | 0            |
| остали и непознато | 116 (22,65%) | 140 (22,58%) | 255 (31,67%) |
| Укупно             | 512          | 620          | 805          |

## Попис 1991.
На попису становништва 1991. године, насељено место Антуновац је имало 512 становника, следећег националног састава:
| Попис 1991.‍  | Попис 1991.‍  | Попис 1991.‍ | Попис 1991.‍ | Попис 1991.‍ |
| ------------ | ------------ | ----------- | ----------- | ----------- |
|              |              |             |             |             |
| Хрвати       | Хрвати       |             | 300         | 58,59%      |
| Срби         | Срби         |             | 76          | 14,84%      |
| Словаци      | Словаци      |             | 40          | 7,81%       |
| Југословени  | Југословени  |             | 20          | 3,90%       |
| Чеси         | Чеси         |             | 16          | 3,12%       |
| Мађари       | Мађари       |             | 9           | 1,75%       |
| Албанци      | Албанци      |             | 5           | 0,97%       |
| Немци        | Немци        |             | 4           | 0,78%       |
| Украјинци    | Украјинци    |             | 4           | 0,78%       |
| Русини       | Русини       |             | 1           | 0,19%       |
| неопредељени | неопредељени |             | 21          | 4,10%       |
| непознато    | непознато    |             | 16          | 3,12%       |
| укупно: 512  |              |             |             |             |